# فرقة المشاة 26 (الفيرماخت)
فرقة المشاة 26 (بالألمانية: 26. Infanterie-Division) فرقة مشاة ) فرقة مشاة ما قبل الحرب العالمية الثانية الألمانية من موجة التعبئة الأولى (1. Welle). تم تعبئتها للحرب العالمية الثانية في 26 سبتمبر 1939، تم حلها في 10 سبتمبر 1944، بالقرب من رادوم وتم إعادة تشكيلها باسم فرقة فولكسغرينادير السادسة والعشرون ( 26. Volksgrenadier-Division ) في 17 سبتمبر 1944، بالقرب من بوزنان من خلال دمجها في فرقة فولكسغرينادير 582 الجديدة لموجة التعبئة 32 (32. Welle). أسرت بقايا الفرقة على يد القوات الأمريكية في منطقة هارز في عام 1945.

## القادة
- الجنرال دير إنفانتري سيجيسموند فون فورستر، 1 سبتمبر 1939
- غنرال أوبرست والتر فايس، 15 يناير 1941
- اللواء دير إنفانتيرى فريدريش وايز، 15 أبريل 1942
- جينيرال لوتنانت يوهانس دي بوير، 5 أغسطس 1943
- جنرال مايجور هاينز كوكوت، 10 أغسطس 1944

## التنظيم

### 1939
- كتيبة المشاة 39، الكتائب I-III
- فوج المشاة 77، الكتائب I-III
- كتيبة المشاة 78، الكتائب I-III
- المدفعية - الفوج 26، الكتائب من الأول إلى الثالث بالإضافة إلى الكتيبة الأولى من فوج المدفعية - الفوج 62
- Aufklärungs-Abteilung 26
- Panzerjäger-Abteilung 26
- Pionier-Abteilung 26
- Infanterie-Divisions-Nachrichten-Abteilung 26
- Feldersatz-Bataillon 26